# Mezquita de los Andaluces (Córdoba)
La mezquita de los Andaluces es un templo islámico ubicado en la calleja de la Hoguera nº 3, en la ciudad de Córdoba, Andalucía. Compartió edificio con la Universidad Islámica Internacional Averroes de Al Ándalus.
El oratorio fue construido en época andalusí durante el siglo XI en el mandato de la taifa cordobesa de los Banu Yahwar. Entre 1994 y 2001 estuvo en funcionamiento la denominada Universidad Islámica Internacional Averroes de Al Ándalus, propiedad de la Yama'a Islámica de Al-Andalus. Volvió a abrir sus puertas el 7 de octubre de 2007 tras una restauración, ya únicamente como lugar de culto.[cita requerida]
La mezquita se compone de un patio de entrada y una sala de oración de tres  naves y sala de ablución y un alminar. El muro de la qibla está mirando hacia el sur, en lugar de mirar hacia La Meca, al igual que la Mezquita-catedral. El yamur que corona el alminar se compone de cinco esferas decrecientes  simbolizando la espiritualidad musulmana, así como de la luna creciente y la estrella de ocho puntas.